# Bebek
Bebek é um bairro de Istambul, Turquia, que faz parte do distrito de Beşiktaş e situado na margem europeia do Bósforo. É uma zona residencial popular das clases mais altas desde os tempos otomanos, o que é visível nos belos edifícios históricos ali existentes. É uma das zonas de Istambul onde a habitação é mais cara e, como já acontecia há mais de um século, continua a ser um dos locais preferidos pelos estrangeiros do corpo diplomático, funcionários superiores de multinacionais e de reformados abastados.
Bebek significa bebé em turco, o que é considerado uma referência à posição privilegiada no Bósforo, com amplas vistas em ambas os sentidos do estreito e uma baía abrigada e profunda. Segundo alguns, o termo é uma abreviatura de "Boğaz'ın Gözbebeği", que pode traduzir-se literalmente como "o pupilo do Bósforo" ou, mais apropriadamente, "a maçã do olho do Bósforo". Também se conta que o nome provém de Bebek Çelebi, o chefe da segurança do sultão Maomé II, o Conquistador, o qual foi encarregado de controlar a área durante a conquista de Constantinopla em 1453.
A Universidade do Bósforo (Boğaziçi Üniversitesi), uma das universidades públicas mais prestigiadas da Turquia, fundada em 1971, está sediada em Bebek, no que foram as instalações da secção de ensino superior do Robert College, uma escola de elite americana fundada em 1863. Todas as secções do Robert College funcionam atualmente no bairro vizinho de Arnavutköy.
Principais pontos turísticos
- Consulado Egípcio (Mansão Valide Paxá), um palacete construído à beira-mar em 1902 pelo último quediva (governador otomano) do Egito, Abbas Hilmi. Foi desenhado pelo arquiteto italiano Raimondo D'Aronco.

- Mesquita de Bebeak (séculos XVIII e XIX).

- Yilanli Yali (Mansão da Serpente), do século XIX.

- Mansão Kavafyan, do século XVIII.

- Bosque e pavilhão de Ayse Sultan.

- Igreja grega ortodoxa de Ayios Haralambos, do século XIX.

- Kayalar Mescid (Pequena Mesquita das Rochas)

- Parque e Cemitério de Asiyan

- Museu Tevfik Fikret — instalado na antiga residência do poeta Tevfik Fikret (1867-1915), a qual foi construída por ele próprio. Além de objetos pessoais de Fikret, o museu tem também uma sala dedicada ao poeta e dramaturgo Abdülhak Hâmid Tarhan (1851-1937), natural de Bebek.